# Liste des mammifères aux îles Éparses de l'océan Indien

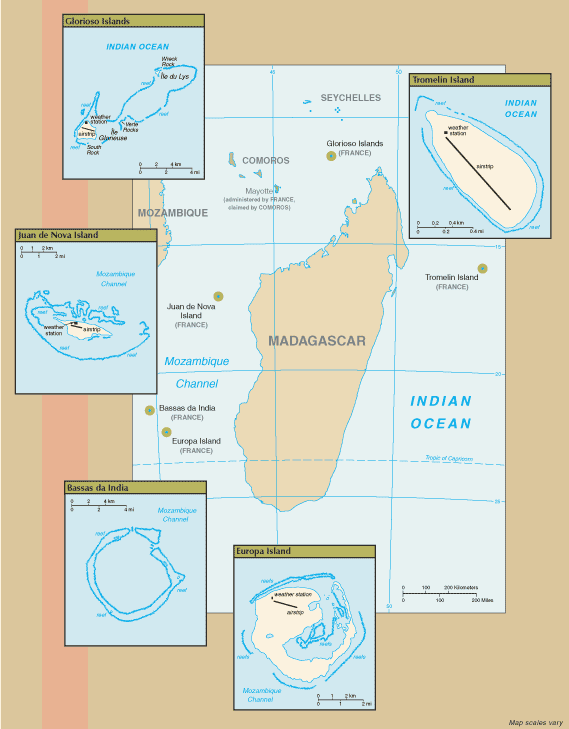
Carte topographique des îles Éparses de l'océan Indien.

Localisation des îles Éparses de l'océan Indien en Afrique.

Cette liste commentée recense la mammalofaune aux îles Éparses de l'océan Indien. Elle répertorie les espèces de mammifères actuels de ce district des TAAF et celles qui ont été récemment classifiées comme éteintes (à partir de l'Holocène, depuis donc 11 700 ans av. J.‑C.). Cette liste comporte 27 espèces réparties en six ordres et dix familles, dont deux sont « vulnérables » et dix ont des « données insuffisantes » pour être classées (selon les critères de la liste rouge de l'UICN au niveau mondial). À l'échelle française, par la liste rouge de l'UICN France, ces mammifères n'ont pas forcément les mêmes statuts que précédemment : sept ont des « données insuffisantes » pour être classés et six sont « non applicables » (c'est-à-dire introduits, erratiques ou en limite d'aire de répartition en France, qui sont dits aussi cryptogènes).
Elle contient au moins cinq espèces introduites sur ce territoire, qui sont plus ou moins bien acclimatées. Il peut contenir aussi des animaux non reconnus par la liste rouge de l'UICN (trois mammifères ici) ou absents de la liste de l'UICN France (quatorze au total) et ils sont classés en « non évalué » : cela étant dû notamment au manque de données, à des espèces domestiques, disparues ou éteintes avant le XVIe siècle ou non acclimatées de manière certaine sur le territoire. Il n'existe pas aux îles Éparses de l'océan Indien d'espèce et de sous-espèce de mammifère endémique.

## Statuts des listes rouges de l'UICN
Les statuts de conservation utilisés par la liste rouge de l'UICN mondiale sont :
| (EX) | Éteint                  | Il n'y a pas le moindre doute sur le fait que le dernier spécimen recensé est mort.                                                                   |
| (EW) | Éteint à l'état sauvage | L'espèce est connue uniquement en captivité ou en tant que population naturalisée bien en dehors de son ancienne aire de répartition.                 |
| (CR) | En danger critique      | L'espèce risque prochainement de s'éteindre à l'état sauvage.                                                                                         |
| (EN) | En danger               | L'espèce fait face à un très gros risque d'extinction à l'état sauvage.                                                                               |
| (VU) | Vulnérable              | L'espèce fait face à un gros risque d'extinction à l'état sauvage.                                                                                    |
| (NT) | Quasi menacé            | L'espèce ne satisfait pas un ou plusieurs des critères prévus qui permettraient de la catégoriser, mais pourrait risquer de s'éteindre dans le futur. |
| (LC) | Préoccupation mineure   | Il n'y a pas de risque identifiable pour l'espèce. |
| (DD) | Données insuffisantes   | Il n'y a pas d'information adéquate qui permettraient de faire une évaluation des risques pour cette espèce.                                          |
| (NE) | Non évalué              | L'espèce n'a pas encore été confrontée aux critères précédents, n'est pas reconnue par l'UICN ou bien s'est éteinte avant le XVIe siècle.             |

Et les statuts présents dans la liste rouge de l'UICN France sont :
| (EX) | Éteint                    | Il n'y a pas le moindre doute sur le fait que le dernier spécimen recensé est mort.                                                                   |
| (EW) | Éteint à l'état sauvage   | L'espèce est connue uniquement en captivité ou en tant que population naturalisée bien en dehors de son ancienne aire de répartition.                 |
| (RE) | Éteint au niveau régional | L'espèce n'est plus présente localement en France à l'état sauvage mais se trouve dans d'autres pays.                                                 |
| (CR) | En danger critique        | L'espèce risque prochainement de s'éteindre à l'état sauvage.                                                                                         |
| (EN) | En danger                 | L'espèce fait face à un très gros risque d'extinction à l'état sauvage.                                                                               |
| (VU) | Vulnérable                | L'espèce fait face à un gros risque d'extinction à l'état sauvage.                                                                                    |
| (NT) | Quasi menacé              | L'espèce ne satisfait pas un ou plusieurs des critères prévus qui permettraient de la catégoriser, mais pourrait risquer de s'éteindre dans le futur. |
| (LC) | Préoccupation mineure     | Il n'y a pas de risque identifiable pour l'espèce. |
| (DD) | Données insuffisantes     | Il n'y a pas d'information adéquate qui permettraient de faire une évaluation des risques pour cette espèce.                                          |
| (NA) | Non applicable            | L'espèce peut être d'introduction récente ou erratique sur le territoire.                                                                             |
| (NE) | Non évalué                | L'espèce n'a pas encore été confrontée aux critères précédents, n'est pas reconnue par l'UICN ou bien s'est éteinte avant le XVIe siècle.             |

## Ordre:Rodentiens

### Famille:Muridés
| Nom vulgaire, nom binominal et citation d'auteurs | Origine et statut aux îles Éparses de l'océan Indien | Aire de répartition                    | Statut UICN mondial | Statut UICN France | Image        |
| ------------------------------------------------- | ---------------------------------------------------- | -------------------------------------- | ------------------- | ------------------ | ------------ |
| Souris grise Mus musculus Linnaeus, 1758          | Allochtone (Introduit),                              | Aire de répartition de la Souris grise | [ 3 ]               | NA                 | Souris grise |
| Rat noir Rattus rattus (Linnaeus, 1758)           | Allochtone (Introduit)                               | Aire de répartition du Rat noir        | [ 4 ]               | NA                 | Rat noir     |

## Ordre:Soricomorphes

### Famille:Soricidés
| Nom vulgaire, nom binominal et citation d'auteurs | Origine et statut aux îles Éparses de l'océan Indien | Aire de répartition                      | Statut UICN mondial | Statut UICN France | Image             |
| ------------------------------------------------- | ---------------------------------------------------- | ---------------------------------------- | ------------------- | ------------------ | ----------------- |
| Pachyure étrusque Suncus etruscus (Savi, 1822)    | Allochtone (Introduit)                               | Aire de répartition du Pachyure étrusque | [ 5 ]               | NA                 | Pachyure étrusque |

## Ordre:Chiroptères

### Famille:Molossidés
| Nom vulgaire, nom binominal et citation d'auteurs | Origine et statut aux îles Éparses de l'océan Indien | Aire de répartition    | Statut UICN mondial | Statut UICN France | Image                  |
| ------------------------------------------------- | ---------------------------------------------------- | ---------------------- | ------------------- | ------------------ | ---------------------- |
| Mops sp. Lesson, 1842                             | Autochtone,                                          | Illustration manquante | (NE)                | (NE)               | Illustration manquante |

## Ordre:Cétacés

### Famille:Balænoptéridés
| Nom vulgaire, nom binominal et citation d'auteurs       | Origine et statut aux îles Éparses de l'océan Indien | Aire de répartition                       | Statut UICN mondial | Statut UICN France | Image                  |
| ------------------------------------------------------- | ---------------------------------------------------- | ----------------------------------------- | ------------------- | ------------------ | ---------------------- |
| Balaenoptera sp. Lacépède, 1804                         | Autochtone                                           | Illustration manquante                    | (NE)                | (NE)               | Illustration manquante |
| Baleine à bosse Megaptera novaeangliae (Borowski, 1781) | Autochtone                                           | Aire de répartition de la Baleine à bosse | [ 7 ]               | [ 7 ]              | Baleine à bosse        |

### Famille:Delphinidés
| Nom vulgaire, nom binominal et citation d'auteurs                  | Origine et statut aux îles Éparses de l'océan Indien | Aire de répartition                                    | Statut UICN mondial | Statut UICN France | Image                           |
| ------------------------------------------------------------------ | ---------------------------------------------------- | ------------------------------------------------------ | ------------------- | ------------------ | ------------------------------- |
| Orque pygmée Feresa attenuata Gray, 1874                           | Autochtone                                           | Aire de répartition de l'Orque pygmée                  | [ 8 ]               | (NE)               | Orque pygmée                    |
| Globicéphale tropical Globicephala macrorhynchus Gray, 1846        | Autochtone                                           | Aire de répartition du Globicéphale tropical           | [ 9 ]               | [ 9 ]              | Globicéphale tropical           |
| Dauphin de Risso Grampus griseus (G. Cuvier, 1812)                 | Autochtone                                           | Aire de répartition du Dauphin de Risso                | [ 11 ]              | [ 11 ]             | Dauphin de Risso                |
| Dauphin de Fraser Lagenodelphis hosei Fraser, 1956                 | Autochtone                                           | Aire de répartition du Dauphin de Fraser               | [ 12 ]              | (NE)               | Dauphin de Fraser               |
| Orque Orcinus orca (Linnaeus, 1758)                                | Erratique,                                           | Aire de répartition de l'Orque                         | [ 13 ]              | NA                 | Orque                           |
| Péponocéphale Peponocephala electra (Gray, 1846)                   | Autochtone                                           | Aire de répartition du Péponocéphale                   | [ 14 ]              | [ 14 ]             | Péponocéphale                   |
| Fausse Orque Pseudorca crassidens (Owen, 1846)                     | Autochtone                                           | Aire de répartition de la Fausse Orque                 | [ 15 ]              | [ 15 ]             | Fausse Orque                    |
| Dauphin tâcheté pantropical Stenella attenuata (Gray, 1846)        | Autochtone                                           | Aire de répartition du Dauphin tâcheté pantropical     | [ 16 ]              | [ 16 ]             | Dauphin tâcheté pantropical     |
| Dauphin bleu et blanc Stenella coeruleoalba (Meyen, 1833)          | Autochtone                                           | Aire de répartition du Dauphin bleu et blanc           | [ 17 ]              | (NE)               | Dauphin bleu et blanc           |
| Dauphin à long bec Stenella longirostris (Gray, 1828)              | Autochtone                                           | Aire de répartition du Dauphin à long bec              | [ 18 ]              | [ 18 ]             | Dauphin à long bec              |
| Grand Dauphin de l'océan Indien Tursiops aduncus (Ehrenberg, 1833) | Autochtone                                           | Aire de répartition du Grand Dauphin de l'océan Indien | [ 19 ]              | (NE)               | Grand Dauphin de l'océan Indien |
| Grand Dauphin commun Tursiops truncatus (Montagu, 1821)            | Autochtone                                           | Aire de répartition du Grand Dauphin commun            | [ 20 ]              | (NE)               | Grand Dauphin commun            |

### Famille:Kogiidés
| Nom vulgaire, nom binominal et citation d'auteurs  | Origine et statut aux îles Éparses de l'océan Indien | Aire de répartition                    | Statut UICN mondial | Statut UICN France | Image           |
| -------------------------------------------------- | ---------------------------------------------------- | -------------------------------------- | ------------------- | ------------------ | --------------- |
| Cachalot pygmée Kogia breviceps (Blainville, 1838) | Autochtone                                           | Aire de répartition du Cachalot pygmée | [ 21 ]              | (NE)               | Cachalot pygmée |
| Cachalot nain Kogia sima (Owen, 1866)              | Autochtone                                           | Aire de répartition du Cachalot nain   | [ 22 ]              | (NE)               | Cachalot nain   |

### Famille:Physétéridés
| Nom vulgaire, nom binominal et citation d'auteurs    | Origine et statut aux îles Éparses de l'océan Indien | Aire de répartition                   | Statut UICN mondial | Statut UICN France | Image          |
| ---------------------------------------------------- | ---------------------------------------------------- | ------------------------------------- | ------------------- | ------------------ | -------------- |
| Grand Cachalot Physeter macrocephalus Linnaeus, 1758 | Autochtone                                           | Aire de répartition du Grand Cachalot | [ 23 ]              | (NE)               | Grand Cachalot |

### Famille:Ziphiidés
| Nom vulgaire, nom binominal et citation d'auteurs                   | Origine et statut aux îles Éparses de l'océan Indien | Aire de répartition                               | Statut UICN mondial | Statut UICN France | Image                    |
| ------------------------------------------------------------------- | ---------------------------------------------------- | ------------------------------------------------- | ------------------- | ------------------ | ------------------------ |
| Mésoplodon de Longman Indopacetus pacificus (Longman, 1926)         | Autochtone                                           | Aire de répartition du Mésoplodon de Longman      | [ 24 ]              | (NE)               | Mésoplodon de Longman    |
| Mésoplodon de Blainville Mesoplodon densirostris (Blainville, 1817) | Autochtone                                           | Aire de répartition du Mésoplodon de Blainville   | [ 25 ]              | (NE)               | Mésoplodon de Blainville |
| Mesoplodon sp. Gervais, 1850                                        | Autochtone                                           | Illustration manquante                            | (NE)                | (NE)               | Illustration manquante   |
| Baleine à bec de Cuvier Ziphius cavirostris G. Cuvier, 1823         | Autochtone                                           | Aire de répartition de la Baleine à bec de Cuvier | [ 26 ]              | (NE)               | Baleine à bec de Cuvier  |

## Ordre:Artiodactyles

### Famille:Bovidés
| Nom vulgaire, nom binominal et citation d'auteurs | Origine et statut aux îles Éparses de l'océan Indien | Aire de répartition                     | Statut UICN mondial | Statut UICN France | Image         |
| ------------------------------------------------- | ---------------------------------------------------- | --------------------------------------- | ------------------- | ------------------ | ------------- |
| Chèvre égagre Capra hircus Linnaeus, 1758         | Allochtone (Introduit)                               | Aire de répartition de la Chèvre égagre | [ 27 ]              | NA                 | Chèvre égagre |

## Ordre:Carnivores

### Famille:Félidés
| Nom vulgaire, nom binominal et citation d'auteurs | Origine et statut aux îles Éparses de l'océan Indien | Aire de répartition                 | Statut UICN mondial | Statut UICN France | Image        |
| ------------------------------------------------- | ---------------------------------------------------- | ----------------------------------- | ------------------- | ------------------ | ------------ |
| Chat sauvage Felis silvestris Schreber, 1777      | Allochtone (Introduit)                               | Aire de répartition du Chat sauvage | [ 29 ]              | NA                 | Chat sauvage |